# Le Theil (Manica)
Le Theil è un comune francese di 683 abitanti situato nel dipartimento della Manica nella regione della Normandia.

## Società

### Evoluzione demografica
Abitanti censiti